# Savino Bellini
Savino Bellini (Portomaggiore, 1º dicembre 1913 – Portomaggiore, 6 novembre 1974) è stato un calciatore e allenatore di calcio italiano.

## Carriera
Ala di grande carattere e temperamento, cresce in Prima Divisione - terzo livello del calcio italiano fino al 1935 per diventare poi il quarto - nella Portuense allenata da Paolo Mazza che ne riesce a plasmare il vigore trasmettedogli anche i rudimenti tecnici necessari per crescere. La grande opportunità per Bellini è appunto legata a Mazza, ovvero all'inizio dell'avventura alla SPAL del futuro Mago di campagna. Mazza, prima di arrivare alla SPAL come allenatore nel 1936, ne consiglia l'acquisto nel 1934, pertanto il non ancora ventunenne Bellini compie i 20 chilometri che separano Portomaggiore da Ferrara e passa in Serie B alla SPAL. I 2 campionati di Bellini alla SPAL sono ottimi, gli consentono di mettere in luce le sue doti e gioca 56 partite mettendo a segno 25 reti. Le cose invece non sono così positive per la SPAL che nel 1936 retrocede in Serie C.
Bellini passa quindi al Novara e per lui c'è l'esordio - il 13 settembre 1936 - e le prime 21 partite in Serie A. Il Novara retrocede e per Bellini è giunto il momento di passare ad un grosso club.
A Bellini si interessa la Juventus, allenata da Virginio Rosetta ed in cui militano Foni, Gabetto e molti altri campioni, che lo acquista. L'esordio nella Juve avviene il 12 settembre 1937 a Torino contro il Livorno e la sua soddisfazione aumenta quando al 29º del secondo tempo segna il goal del definitivo 2 a 0 al livornese Bulgheri dopo che le marcature erano state aperte da Borel I. La carriera di Bellini sembra lanciata verso grandi mete, titolare dei bianconeri che uscivano dal famoso quinquennio d'oro in cui si imposero per 5 anni di fila nella conquista dello scudetto, Bellini contribuisce alla vittoria della Coppa Italia nel 1938, scendendo in campo con i bianconeri in entrambe le finali - 1º maggio e 8 maggio - contro il Torino e segnando addirittura il primo e il terzo goal nella partita d'andata - la stessa cosa si ripeterà nel 1942 quando giocherà ancora entrambe le finali per la conquista della Coppa, stavolta contro il Milano segnando il goal del pareggio nella gara d'andata.
Per Bellini arriva quindi, nel 1938, la convocazione in Nazionale. Proprio in un allenamento con la Nazionale a Venezia, in un banale contrasto di gioco, si infortuna gravemente ad una gamba e da allora la sua ascesa calcistica rallenta sino a declinare inesorabilmente. Resterà alla Juve sino al 1944 disputando alcune partite anche nel campionato di Guerra, l'ultima il 28 maggio 1944 contro l'Ambrosiana Inter. Prima della fine della guerra veste, nel 1944, la maglia del Varese che però si ritira dopo il girone d'andata, quindi gioca alcune amichevoli con il Milan per poi approdare proprio all'Inter - ritornata alla vecchia denominazione e allenata da Carlo Carcano - al termine del conflitto e nel 1945 - primo campionato del dopoguerra - esordisce con i neroazzurri accanto al futuro spallino Guaita. A seguito dei postumi dell'infortunio, dell'inattività durante lunghe fasi del conflitto e dell'età ormai non più verde, la sua carriera appare ormai compromessa. Nonostante ciò il 15 aprile 1946 fa parte della compagine azzurra che a Parigi - in occasione del torneo internazionale  dedicato al congresso della Federazione generale del lavoro - affronterà Francia (al termine vincitrice del torneo) e Svizzera. Altre nazioni partecipanti furono Polonia, Russia e Belgio. Di quella squadra azzurra si ricordano Giuseppe Meazza, Leandro Remondini e Alfredo Bodoira.
Chiude con la Serie A e con l'Inter il 30 giugno 1946 contro il Bari. Torna quindi a Ferrara con la SPAL dove nel frattempo Mazza è diventato presidente. Una stagione di Serie B prima di approdare ancora alla Portuense e concludere definitivamente la propria carriera di calciatore per intraprendere quella di allenatore, prima scendendo ancora in campo, poi solo nel ruolo di trainer. Oltre alla Portuense Bellini allenò anche il Faenza, il Baracca Lugo e il Cervia. Scomparso nel 1974, gli è stato intitolato lo stadio di Portomaggiore.
In Serie A Bellini ha giocato 131 partite segnando 33 goal oltre a 3 partite e 2 reti nel campionato di guerra (con la Juventus) oltre ad un numero non noto di gare giocate con la maglia del Varese. Ha inoltre giocato 17 gare segnando 5 reti in Coppa Italia e 4 partite con 2 goal in competizioni internazionali con la Juventus e 87 gare segnando 30 reti in Serie B con la SPAL.

## Palmarès

### Club

#### Competizioni nazionali
- Coppa Italia: 2

Juventus: 1937/38, 1941/42